# Certhilauda
Certhilauda (langsnavelleeuweriken) is een geslacht van zangvogels uit de familie Alaudidae (leeuweriken).

## Soorten
Het geslacht kent de volgende vijf soorten:
- Certhilauda benguelensis – Benguelalangsnavelleeuwerik
- Certhilauda brevirostris – Agulhas-langsnavelleeuwerik
- Certhilauda chuana – Botswanaleeuwerik
- Certhilauda curvirostris – Kaapse langsnavelleeuwerik
- Certhilauda semitorquata – Oostelijke langsnavelleeuwerik
- Certhilauda subcoronata – Karoolangsnavelleeuwerik